# كتاب الهدى
كتاب الهدى هو مجموعة من الشرائع والقوانين والقواعد الليتورجية والرسائل اللاهوتية القصيرة التي تتناول المشاكل الثالوثية والمسيحية. في القرن الحادي عشر ترجم الأسقف الماروني داود كتاب الهدى من السريانية إلى العربية. لقد احتفظ الموارنة بلغتهم وآدابهم السريانية لفترة أطول من الطوائف المسيحية الأخرى. ففي حين أن معظم طوائف المسيحية والسريانية تزاوجت وارتبطت مع المسلمين والعرب، حتى أصبحوا جزءًا عميقًا من نسيج الحضارة الإسلامية العربية، احتفظ الموارنة بآدابهم السريانية فترةً أطول من البقية، ولم يبدؤوا بالامتزاج مع نسيج الحضارة الإسلامية إلا حوالي القرن 11 م.